# Подсливниця
Подсливниця (словен. Podslivnica) — поселення в общині Церкниця, Регіон Нотрансько-крашка, Словенія. Висота над рівнем моря: 669,8 м.